# Gojira (banda)
Gojira es una banda francesa que combina géneros como el death metal, metal progresivo o groove metal formada en 1996 en Bayona, Francia. La banda fue conocida como Godzilla hasta el año 2000, teniendo que cambiar de nombre por cuestiones de copyright. Es reconocida como la banda de metal francesa más importante del siglo XXI. El grupo fue formado por Joe Duplantier como vocalista y primera guitarra, su hermano Mario Duplantier en la batería, Christian Andreu en la segunda guitarra y Alexandre Cornillon en el bajo, con este último dejando el grupo en el año 1998 para así ser reemplazado por Jean-Michel Labadie hasta el día de hoy. Desde su formación, Gojira ha lanzado siete álbumes de estudio y tres CD/DVD en vivo. Sus letras, están principalmente relacionadas con el medio ambiente, la ecología, el espacio, el espiritualismo y lo trascendental. Actualmente, Gojira es considerada una de las bandas más influyentes del heavy metal

## Historia

### Primeros años yTerra Incognita(1996 - 2002)
Gojira es una banda originaria de Ondres, Francia, una aldea cercana a Bayona (Francia). Los Duplantier formaron Godzilla, cuando Joe tenía 19 años y Mario solo 14.
Eligieron inicialmente llamar a su banda "Godzilla", porque sintieron que el monstruo atómico de la película de 1954 era una representación adecuada de su sonido. En sus propias palabras: "Era en nuestras mentes un símbolo de poder devastador", y la gran cantidad de poder es exactamente lo primero que notas en su música.
Animados por el death metal estadounidense que escuchaban. Tenían fascinación absoluta por ese mundo, música que hablaba de cosas sangrientas y muerte, fantasmas y miedo. Después de una búsqueda rápida y fructífera de socios, se les unen Christian Andreu en la guitarra y Alexandre Cornillon en el bajo, un amigo de Andreu de Hossegor. En enero de 1998, Jean-Michel Labadie reemplazó a Alexandre Cornillon como bajista de la banda, siendo miembro de Gojira desde entonces.
La banda comenzó una gira y grabando bajo el nombre de Godzilla lanzó sus EPs Victim y Possessed, además de sus demos Saturate y Wisdom Comes, en 1996, 1997, 1999 y 2000, respectivamente. Después de ser teloneros de bandas como Edge of Sanity, Cannibal Corpse, Opeth e Immortal.
En Victim y Possessed, cada uno con una duración que ronda los 20 minutos, escuchamos un death metal sin ambigüedad, en los cánones puros de la época: doble bombo bien adelantado, trémolo pellizcando las cuerdas más bajas y crujido característico del estilo. Aparte de la mezcla aproximada pero comprensible de las primeras grabaciones, ya se nota una calidad de composición: nos encontramos con cambios de ritmo, riffs técnicos y un abuso de los platillos por parte de Mario que entonces solo tenía 15 años. Joe canta en inglés, ya que tiene la idea de exportar las pistas de la banda al extranjero. Pero a diferencia de su discografía posterior al 2000, las letras permanecen por ahora en temas tradicionales de death metal. Las dos canciones de Victim cuyos versos fueron planteados por Patricia Duplantier, madre de los hermanos.
En la portada de Saturate, vemos un demonio que todavía encontramos dibujado en las guitarras de Christian. En la lista de títulos, leemos cuatro canciones, tres de las cuales estarán en su primer álbum.
Wisdom Comes, amplió un poco la duración para llegar a la media hora con siete pistas, cuatro de las cuales llegarán a Terra Incognita. En estos dos lanzamientos, el grupo está puliendo su death metal, abandonando un poco de brutalidad para dar paso a un groove y ritmo más marcado. El sonido es un poco más limpio y las letras empiezan a salir de las ataduras del género.
En 1998, el cineasta Roland Emmerich, experto en películas de desastres, decide adaptar el kaiju más famoso del planeta: "Godzilla". A pesar de la baja calidad de la película, revive la popularidad de la bestia, y la convierte en una marca registrada a nivel mundial. En 2001, problemas legales obligaron a la banda a cambiar su nombre por "Gojira", la forma de escritura de "Godzilla" en japonés romanizado.
Terra Incognita, su álbum debut, salió al mercado ya bajo el nuevo nombre de la banda; la cual formó parte de los grandes principios del metal progresivo. Aunque ellos en un principio estaban decididos a hacer death metal revolucionó el metal progresivo creando nuevas melodías. El álbum es recibido con entusiasmo por el público y la crítica. Las tierras desconocidas son sus partes misteriosas del ser humano que no conocemos, Gojira se demorará para sumergirse en estas aguas oscuras y conectarlas con nuestro estado primario que encuentra su esencia en la naturaleza. Temas recurrentes con una dimensión espiritual que Gojira explorará a lo largo de su carrera. Esta obra tendrá derecho a una reedición en 2009 con tres títulos en directo como extra. El grupo sienta las bases de un metal duro pero inspirado.
La canción "Clone" presentó un canto limpio y advirtió contra interferir con la Madre Naturaleza. Los temas instrumentales pusieron en primer plano la percusión y los gritos primitivos. Incluso había una canción llamada "Love". Tuvieron una especie de epifanía. Se dieron cuenta de que estaba bien llamar a una canción "Love". Se trata de amor, es death metal, pero funciona, en realidad, porque el amor es tremendamente poderoso y también puede ser destructivo. Y así se deshicieron de todas las nociones de lo que es aceptable o inaceptable en su música desde el principio.

### The LinkyFrom Mars to Sirius(2003 - 2007)
En septiembre de 2002, después de haber estado de gira durante un año y medio, Gojira comienza la producción de su segundo álbum de estudio, The Link. La banda compone el álbum en 3 meses por tener una fecha de lanzamiento prevista para abril de 2003. El álbum está grabado en Le Studio des Milans, el estudio que el grupo ha finalizado. Gojira, se alterna durante las fases de composición y trabajo en su estudio, para adaptar el sistema de sonido a la futura grabación. El material necesario para la grabación tarda en ser entregado, cuando ya había pasado la fecha de inicio de grabación del álbum. Es una autoproducción apresurada y está grabada con el ingeniero en directo de la banda, Laurentx Etchemendy. La masterización se realiza en París en el estudio La Source.

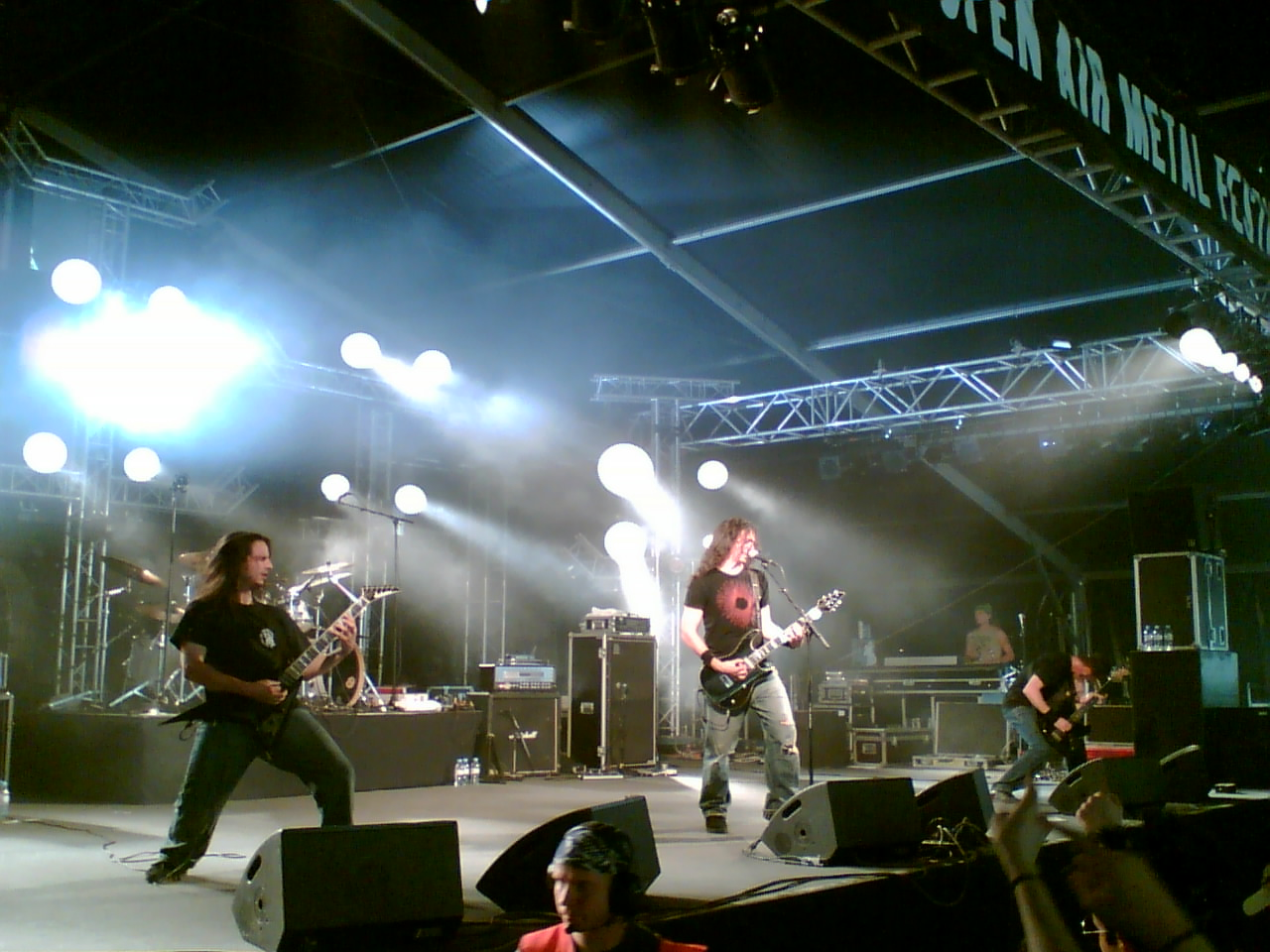
Gojira actuando en el festival de Tuska (Finlandia) en julio de 2006.

El grupo francés publicó su segundo álbum en 2003 con el título de The Link (remasterizado y reeditado en 2007 y con nuevo diseño). El álbum es el del reconocimiento, un lugar privilegiado que se ahueca en el metal y permitirá exportarlos a escala internacional. Dan especial importancia al desarrollo de sus actuaciones en directo e imprimen un recuerdo inolvidable en la mente de todos aquellos que han tenido la oportunidad de verlos. El éxito de los dos primeros álbumes de la formación la impulsaron a grabar su primer DVD en directo. The Link Alive fue grabado en Burdeos y publicado el 19 de mayo de 2004.
En 2005, Gojira decidió firmar un contrato con el sello francés Listenable Records para tener más proyección internacional. Su siguiente álbum, From Mars to Sirius, salió a la venta en septiembre de 2005.
La composición de From Mars to Sirius tiene una duración de 7 meses y se caracteriza por una mayor participación de Christian Andreu y Jean-Michel Labadie. El álbum está producido por Gabriel Editions y grabado en Le Studio des Milans por Laurentx Etchemendy, quien también lo mezcló con Joe Duplantier y Jean-Michel Labadie. La batería se graba en el estudio de Florida y la masterización se realiza en el estudio de La Source.
La banda desarrolla el tema de la preservación del medio ambiente y expresa abiertamente sus opiniones ecológicas. En su lanzamiento, el álbum fue aclamado por la crítica y se mantuvo en el n.º 40 del mejor álbum francés durante una semana.
Como promoción de su nuevo trabajo, Gojira participó en la gira de Children of Bodom por los Estados Unidos en 2006, acompañando como teloneros a Amon Amarth y Sanctity. Posteriormente, la banda francesa abrió para Trivium en su gira por el Reino Unido en 2007 junto con Sanctity y Annihilator, y, luego, hizo lo propio con Lamb of God junto con Trivium y Machine Head. A finales de ese año, la banda participó en el Radio Rebellion Tour junto con Behemoth, Job for a Cowboy y Beneath the Massacre. En octubre de 2007, Listenable Records relanza el demo Possessed de 1997 como una edición limitada.
También han inspirado a músicos de nueva generación. El líder de la banda Black Peaks, Will Gardner, ha sido fan desde que escuchó el aplastante From Mars to Sirius: "Lo que realmente me atrajo de ellos fue que tienen un sonido excepcionalmente poderoso pero profundamente emotivo; su música puede ser increíblemente pesada o súper técnica, pero hay humanidad en el interior".

### The Way of All Fleshy Sea Shepherd EP (2008 - 2011)
En noviembre de 2007, después de dos años de gira, Gojira anuncia el comienzo compositivo de su próximo álbum. The Way of All Flesh se compone en 4 meses entre noviembre de 2007 y marzo de 2008, la banda no logra componer durante las giras. El álbum está compuesto casi en su totalidad por Joe y Mario Duplantier, habiendo preferido Labadie y Andreu descansar después de las distintas giras. La temática del álbum es la vida y la muerte. "Es todo lo que tenemos que cruzar hasta la muerte", declaró Joe Duplantier en una entrevista. El álbum no niega la identidad de Gojira, se caracteriza por una mayor influencia del metal estadounidense.
La grabación se realiza entre abril y junio de 2008 en su estudio al sur de Francia. La batería se grabó en Los Ángeles por Logan Mader, mientras que en Le Studio des Milans, el resto del grupo se centra en el resto del álbum con su ingeniero de sonido Laurentx Etchemendy antes de que el conjunto sea mezclado por Mader durante dos semanas.
Su cuarto álbum, The Way of All Flesh fue lanzado el 13 de octubre en Europa a través de Listenable Records y el 14 de octubre en América del Norte por Prosthetic Records en 2008. El 25 de julio de 2008, la banda anunció la lista de canciones y reveló el diseño final de la portada del álbum. Joe Duplantier dijo: "Diría que es el próximo álbum lógico. Es más intenso, más brutal y más melódico a la vez — ¡es más todo! Estoy muy satisfecho con las nuevas canciones y la grabación es muy buena. Creo que fue una buena experiencia para nosotros venir a los Estados Unidos y trabajar con Logan Mader en las pistas de batería porque realmente aportó algo — es más fuerte, es más poderosa. Estoy muy contento con la nueva producción, e incluso la escritura es más directa en éste punto, más pausada. Todavía tenemos un montón de doble bombo, muy rápido, y al mismo tiempo, es melódíco". Joe Duplantier también declaró sobre el álbum: "Este disco es más oscuro — mucho más oscuro, diría yo. La música es más oscura y violenta". El álbum será "más intenso, más brutal, y más melódico que su predecesor". Ese es el tema de todo el álbum, las letras están relacionadas con la muerte, explicó. "Se trata también de la inmortalidad del alma. Ese es el tema principal para nosotros".
Randy Blythe de la banda estadounidense Lamb of God apareció como vocalista invitado en la canción "Adoration for None". Su gira de promoción por los Estados Unidos duró desde el 17 de marzo hasta el 28 de mayo de 2009. Gojira fue telonera de las bandas The Chariot y Car Bomb. Acompañó a Metallica en su gira desde el 14 de septiembre al 18 de octubre, actuando después de Lamb of God. Gojira entró a estudio en Los Ángeles, en el área de California a principios de noviembre de 2010, con el productor Logan Mader y comenzó a grabar un nuevo EP sin ánimo de lucro de cuatro canciones, la recaudación beneficiará a Sea Shepherd, una organización en contra de la caza de ballenas. Dicho EP contará con las apariciones de artistas especiales de la escena del metal internacional.
Como un adelanto de Sea Shepherd EP, Gojira lanzó la canción "Of Blood and Salt", en mayo de 2011, con Devin Townsend como vocalista invitado y un solo de guitarra realizado por Fredrik Thordendal.
Mario Duplantier, explicó que el EP consta de cuatro temas y que los beneficios obtenidos serán destinados a la ONG Sea Shepherd. Cuenta con colaboraciones de: Devin Townsend, Fredrik Thordendal, Randy Blythe, Anders Fridén, Jonas Renkse y Max Cavalera. Mario Duplantier habló sobre el concepto y dijo: — "La música está lista pero estamos esperando a un vocalista. Queremos lanzarlo lo antes posible, quizá agosto o septiembre. Cuando decidimos poner cantantes en el disco, eso lo dificultó. Si fuese solo Joe quien cantara lo facilitaría pero no es tan fácil… La música lleva lista desde hace seis meses pero la gente que aceptó ser parte del proyecto tiene muchos problemas de agenda. Cada canción tiene vocalistas diferentes; serán cuatro canciones muy diferentes. No es un álbum así que decidimos pasarlo bien. Una es muy rápida, otra muy lenta, otra tiene un rollo muy rock – es muy diferente a un álbum".
Mario Duplantier, revela la razón del borrado de Sea Shepherd EP
"Debimos haberlo mantenido en secreto. Tenemos algunas cosas por hacer. Hemos tenido un par de problemas y uno de los ordenadores se dañó y perdimos el disco duro"."Nosotros no somos como los geeks y vivimos en una parte del suroeste de Francia, donde nadie trabaja en los ordenadores. Si tienes un problema con el ordenador o si necesitas repararlo tienes que esperar dos meses para obtener el equipo de nuevo"."Pero cuando el nuevo disco sea lanzado, empezaremos a trabajar nuevamente en él. Sin duda alguna será nuestra prioridad".
Gojira todavía planea lanzar el EP
Joe dijo: "Entonces, lanzamos una canción "Of Blood and Salt". El objetivo de toda la operación era poner el foco en Sea Shepherd Conservation Society, que creo es importante como artista poner el enfoque en algo más importante que solo ser su banda. Hay otras cosas que promover y Sea Shepherd Conservation Society está haciendo un trabajo increíble en la protección de los océanos. Están haciendo todo lo posible para salvar a las pocas ballenas que quedan vivas. Hay algunos túnidos, creo que todavía están vivos en el océano". "Nos gusta hablar sobre ellos y de alguna manera, misión cumplida porque atrajimos a muchas personas a su causa y les prestamos más atención. También nos dijeron que 'Notamos que ahora tenemos más metaleros que se suscriben y envían dinero'. Trabajan solo con donaciones individuales. Sin corporaciones ni nada por el estilo. Así que también nos gusta la forma en que hacen las cosas".
"Hay otras tres canciones que estaban en un disco duro que se bloquearon en ese momento y fue un gran dolor en el trasero. Pero se hizo dos años después. Estábamos tan en racha con la banda y estábamos haciendo un álbum y saliendo de gira, fue difícil volver a eso. Pero ahora mismo, mientras hablamos, tengo un ingeniero en mi estudio que está poniendo todo esto de nuevo junto y está tratando de que esto suceda finalmente. No quiero hacer una declaración, 'Esta es la fecha de lanzamiento', porque aprendí la lección. Hablaré de ello cuando esté listo, pero todavía estoy trabajando en ello".
Intentaron publicar el EP antes de lanzar Magma en 2016 y Fortitude en 2021. Pero, compromisos con la prensa y otras responsabilidades previas a esos lanzamientos se interpusieron en el camino.

### L'Enfant Sauvage y Nuevos DVD (2012 - 2015)
Roadrunner Records anuncia el fichaje de Gojira. "Solíamos tener nuestro propio sello (Gabriel Editions), pero era mucho trabajo y, recuerda, eso también incluía la gestión de la mercancía", señaló Joe. Cuando preguntaron a Joseph Duplantier cómo se concretó el acuerdo con el sello, dijo: "Realmente necesitábamos una plataforma para que la banda fuera promocionada y distribuida correctamente. Últimamente hemos estado en contacto con muchos sellos discográficos desde entonces. Terminamos nuestro contrato con Listenable. Continuar con Listenable no era una opción, a pesar de que teníamos excelentes relaciones con ellos. Realmente necesitábamos una plataforma más grande, y Roadrunner nos ofreció un trato increíble. Han estado interesados en la banda durante años y años. [...] Conocemos a los chicos de Roadrunner durante años y años, primero como fanáticos del metal, cuando escuchábamos Sepultura y Death y todas esas bandas. [...] Fue un signo de calidad. [...] Hemos conocido al vicepresidente sénior de A&R, Monte Conner y al director general del Reino Unido, Mark Palmer. Expresaron lo entusiasmados que estaban con nuestra música de una manera muy inteligente. Realmente entienden lo que estamos tratando de hacer, así que firmamos con ellos".
La canción "L'Enfant Sauvage", fue lanzada como sencillo el 4 de abril de 2012 junto con un video promocional y posteriormente la canción "Liquid Fire" como descarga gratuita a través de la cuenta oficial de Gojira en Facebook. El álbum fue lanzado el 26 de junio de 2012 a través de Roadrunner Records. El título se traduce como "El Pequeño Salvaje". Es la primera vez que Gojira elige un título en francés. L'Enfant Sauvage inicia un cambio en Gojira que no duda en explorar nuevos territorios musicales como podemos apreciar en el hechizante "Born in Winter". El álbum incluye 11 canciones.
Gojira iba de gira con Lamb of God y Dethklok, pero debido a la detención de Randy Blythe en Chequia, la gira fue cancelada. Gojira posteriormente anunció una gira como cabeza de cartel, que se inició en enero de 2013 con el apoyo de Devin Townsend Project y The Atlas Moth.
The Flesh Alive
El nuevo DVD/Blu-ray de los franceses Gojira, The Flesh Alive, narra el proceso de grabación del álbum de 2008, The Way of All Flesh, y la gira posterior a la publicación del CD. The Flesh Alive, vendió alrededor de 800 copias en los Estados Unidos en su primera semana de lanzamiento, para posicionarse en el N.º 13 de la tabla "Top DVD Videos de Música". Lanzado en Europa el 4 de junio, y en los EE. UU. el 31 de julio a través de Mascot, el conjunto está disponible en los siguientes formatos: 2-DVD+CD o Blu-ray+CD con póster de regalo.
Gojira publica un DVD filmado en la Academia Brixton de Londres
El guitarrista y cantante Joe Duplantier, reveló durante una entrevista a Metal XS que el concierto que la banda realizó el pasado 24 de marzo en la mítica sala londinense O2 Academy Brixton, fue filmado profesionalmente con la intención de publicar un DVD. Joe Duplantier dijo: — "Durante nuestro recorrido filmamos un espectáculo en la Academia Brixton de Londres... y vamos a sacar un DVD pronto". El 11 de marzo de 2014, se publica el CD/DVD/libro Les Enfants Sauvages.

### Magma y sencillo "Another World" (2016 - 2020)
En una entrevista realizada en febrero de 2015 con AMH TV, Mario Duplantier declaró que la banda estaba trabajando en un nuevo álbum. Continuó diciendo que "pasamos dos meses... componiendo cosas nuevas, componiendo nuevas canciones. Y nos sentimos muy optimistas sobre el futuro. Ya estamos disfrutando mucho de lo nuevo: "Quiero hacer el álbum más duro que podamos hacer. Quiero decir, todas las bandas dicen que intentan hacer el álbum más duro, pero esta vez, creo que realmente lo haremos".
En abril de 2015, la banda terminó la construcción de su estudio de grabación de Nueva York, Silver Cord Studio. Sin embargo, a los diez días de grabar allí, Joe y Mario Duplantier se enteraron de que su madre había caído enferma, por lo que la banda suspendió la sesión de grabación. Su madre murió más tarde, lo que tuvo una profunda influencia en el proceso de grabación.
El 4 de enero de 2016, la banda publicó un vídeo en su página de YouTube anunciando que el nuevo álbum saldría en primavera. Ese mismo mes, Rolling Stone llamó al álbum su sexto álbum más esperado de 2016. El 13 de abril de 2016, la banda lanzó un video gracioso de treinta segundos que confirmaba que el álbum se titularía "Magma" y se lanzaría el 17 de junio de 2016 a través de Roadrunner Records. Siguieron esto con el lanzamiento de la primera canción de Magma, titulada "Stranded", el 22 de abril. El video musical del sencillo fue dirigido por Vincent Caldoni. El 20 de mayo de 2016, se lanzó una segunda canción, "Silvera", acompañada de un video musical dirigido por Drew Cox.
Magma fue lanzado oficialmente a través de Roadrunner Records recibiendo una crítica generalmente favorable, obteniendo una calificación de 79 en Metacritic. El álbum marcó un cambio de estilo para la banda, con Joe Duplantier experimentando con voces limpias, y con Mario comentando que "esta vez, sentimos todos juntos que queríamos algo más directo al grano. Queríamos cambiar la dinámica". La banda recorrerá América del Norte con Tesseract desde mediados de julio hasta octubre de 2016 promocionando el álbum. En 2016, la banda recorrerá el Reino Unido con Alter Bridge, Volbeat y Like a Storm.
Gojira fueron nominados doblemente al Grammy en 2016. Magma fue nominado como Mejor Álbum de Rock, y su sencillo "Silvera", fue nominado a Mejor Interpretación de Metal.
La banda tocará como telonera en el U.S. WorldWired Tour de Metallica en el verano de 2017, junto con Avenged Sevenfold y Volbeat.
El 5 de agosto de 2020, la banda lanzó un nuevo sencillo llamado "Another World", su primer sencillo después de cuatro años de silencio de la banda.

### Sencillo "Born for One Thing" y Fortitude (2021 - 2023)
El 17 de febrero de 2021, Gojira publica su nuevo sencillo llamado "Born for One Thing", producido por Joe Duplantier, mezclado por Andy Wallace. El videoclip, por su parte, es obra del director Charles De Meyer y ha contado con el equipo de Maximiliaan Dierickx y el estudio Octopods. También Gojira a través de sus redes sociales ha dado a conocer lo que sería su nuevo álbum, titulado "Fortitude", el cual se publicará el 30 de abril. El álbum ha sido producido por Joe Duplantier y también ha sido grabado en los estudios Silver Cord de la ciudad de Nueva York.
En mayo de 2021, en una entrevista concedida a Metal Hammer el líder de Lamb of God, Randy Blythe, habló sobre el álbum de Gojira, "Fortitude". Dijo lo siguiente:
"Fortitude, logra lo que muy pocos álbumes de metal logran: sin sacrificar una sola onza de su pesadez característica. El álbum va más allá de las limitaciones autoimpuestas del género, hacia algo completamente diferente. La paleta del heavy metal se utiliza para construir algo más que metal: una pintura hermosa, densa y sonora de la vida misma", es la descripción de Blythe. La conclusión del músico es clara: "El listón que define este género acaba de subir... De nuevo".
Mario, también recibió elogios por parte de Metallica. En una entrevista con Sakis Fragos de Rock Hard Greece, y preguntado sobre qué sentía, Mario respondió: "Me siento genial. Me siento increíble. Es casi como cuando vas a la escuela y tu maestro te felicita, 'Hiciste un gran trabajo. Tienes una buena nota". Es casi como Lars Ulrich y James Hetfield. Fueron mis maestros, en cierto modo".
En 2017, Hetfield mencionó a Gojira mientras hablaba con WLS-TV sobre cómo eligen sus teloneros. Él dijo: "Cuando salimos de gira, tratamos de sacar bandas que lo han hecho bien por su cuenta o nos llevamos bien o simplemente nos gusta su música. Esa es una de las razones principales de las giras: llevarse bien con la gente. Tal vez sucedió en los viejos tiempos, donde había peleas entre bandas y toda esta basura. Pero en lo que respecta ahora, hay una banda llamada Gojira, a quien hemos tenido bastantes veces. Y sí, son buenos y pesados".
Un año antes, el guitarrista, Kirk Hammett, le dijo a Malay Mail Online que sigue apoyando a las generaciones más jóvenes de artistas de heavy metal. Habló con entusiasmo de Gojira, diciendo que eran "lo mejor que he escuchado en mucho tiempo. Me encanta su nuevo álbum", refiriéndose a "Magma" de 2016. "Creo que es una obra de arte increíble. Es pesada y vibrante. Tiene todas las cosas que quieres escuchar: grandes ritmos complejos, gran batería, grandes riffs, grandes canciones".
Mario explicó por qué Gojira se ha vuelto menos técnico con el tiempo
En septiembre de 2022, Mario, mencionó en una entrevista con Radioacktiva, que tocar en estadios y grandes festivales tenía mucho que ver con el cambio de estilo de un disco a otro:
"No está pensado, es más natural. Tocamos y cuando escuchamos algo interesante, lo seguimos. Realmente no estamos tratando de conseguir más espectadores aquí y allá".
"Somos principalmente una banda en directo: pasamos el 90% de nuestras vidas viajando. Hacemos pruebas de sonido y hacemos conciertos. Cuando escribimos música, queremos hacer canciones divertidas para tocar en directo. No estamos tratando de captar más audiencia. Es más: 'divirtámonos en el escenario y hagamos algo más sencillo'. Porque cuando tocas música muy técnica y empiezas a actuar en estadios y festivales, te das cuenta de que si es demasiado técnico, no funciona realmente".

### Sencillos "Our Time is Now", "Mea culpa (Ah! Ça ira!)" y Nuevo álbum (2024 - Actualidad)
El 14 de octubre de 2022, publican el sencillo "Our Time is Now", una de las muchas pistas pertenecientes al videojuego NHL 23. La banda sigue una tendencia más melódica. "Our Time is Now", presenta el solo de guitarra más complejo de Gojira hasta la fecha, junto con un final de ruptura muy inspirador.
En diciembre de 2022, en una entrevista con Heavy, se le preguntó a Joe si ya había planes para un próximo álbum, y respondió:
"Sería normal para nosotros centrarnos en un nuevo álbum, porque nos encanta hacer música, giras y conciertos". [...] "Es un estilo de vida intenso, personalmente, necesito digerir lo que pasó y también necesito pasar tiempo con mi familia". [...] Me encanta estar en el estudio y pensar en nuevas ideas, pero siento la necesidad de estar con mi familia más que nunca".
"Antes de escribir un álbum, es importante tener algo que decir. Si no estás recargado, es posible repetir o grabar canciones en un estado extraño en el que no escuchas nada, porque tus oídos no son receptivos. Puede ser peligroso y dar lugar a malos álbumes".
En abril de 2023, en una entrevista con Overdrive, se le preguntó a Joe sobre el progreso de la nueva música, a lo que respondió: "En realidad, Mario ha estado muy ocupado grabando ritmos de batería y estructuras de canciones durante la pandemia, y también tengo algunas nuevas ideas, pero todavía no estamos escribiendo el próximo álbum. Simplemente nos enviamos algunas ideas aquí y allá".
"En este momento siento que me han exprimido como un limón por Fortitude, y no me queda nada reservado. Creo que es mejor para nosotros proceder lentamente. Algunas bandas producen música a la velocidad del rayo y, por lo que he visto de algunas de ellas, eso no es algo bueno. De hecho, es muy estresante y puede hacer que los grupos implosionen. No quiero que esto le pase a Gojira. Quiero tomarme las cosas con calma y hacer lo mejor que pueda para escribir la música y la letra".
En octubre de 2023, en una entrevista con El Expreso del Rock, el baterista Mario Duplantier reveló que la banda estaba trabajando en material nuevo:
"Trabajamos en cosas nuevas durante mucho tiempo. Tenemos muchas, muchas, muchas ideas. Contamos con estructuras de nuevas canciones. Somos tan exigentes que queremos aprovechar este momento para lanzar algo único. ¿Y por qué no tener más canciones para grabar? En lugar de tener 10 canciones, tal vez tenga como 15 canciones; No sé. Estamos trabajando muy duro en ello. Es pronto para hablar sobre la fecha de publicación y todo eso. Lo que puedo decir es que va por buen camino. Estamos muy orgullosos de lo que tenemos ahora".
Confirmó que las pistas para el álbum eran "diferentes" en comparación con las encontradas en Fortitude, pero dijo que era "un poco pronto para decirlo, pero tengo la sensación de que va a ser más pesado".
"Gojira ha estado muy ocupado de gira con artistas como Mastodon y Lorna Shore en los últimos meses. Durante esos momentos de gira, la banda trabajaba en el álbum".
"En realidad, trabajamos mucho en la gira, porque estábamos de gira tanto que compartimos ideas y tocamos un poco en el camerino. Estamos trabajando en Nueva York y en Francia. Es nuestra fórmula secreta, pero nos enviamos ideas unos a otros. A veces tocamos juntos. Definitivamente la mayor parte del trabajo se realizará en Nueva York".
Mea culpa (Ah! Ça ira!)
El 26 de julio de 2024, durante la Ceremonia de apertura de los Juegos Olímpicos de París 2024, en una actuación en La Conciergerie, interpretaron la canción de la época de la Revolución francesa Ah! Ça ira junto a la cantante de ópera experimental Marina Viotti como parte de un segmento que celebraba un momento histórico en la historia del país.
La impresionante actuación de Gojira en la ceremonia de apertura de los Juegos Olímpicos de París fue noticia por razones concretas. Ofreció una oportunidad única para que el metal se exhibiera en un escenario global, la teatralidad, que incluyó fuego, serpentinas rojas y una María Antonieta decapitada cantando.
No solo se convirtieron en la primera banda de metal en participar en una ceremonia de apertura de los Juegos Olímpicos, sino que también hicieron que la Revolución francesa pareciera metalera. Esto no pasó desapercibido para Joe Duplantier: "Fue una era muy sangrienta de la historia francesa, así que fue muy metalera", dijo.
El 30 de agosto de 2024, la grabación de estudio de Mea Culpa (Ah! Ça ira!) llegó a las principales plataformas digitales.
El día 2 de febrero de 2025, la banda ganó el Grammy a la ‘Mejor Interpretación de Metal’, en la 67ª edición de los premios Grammy celebrada esa noche en Los Ángeles. La Academia Nacional de EE. UU. de las Artes y las Ciencias de la Grabación premió a la banda francesa por la canción ‘Me Culpa (Ah! Ça Ira!)’, escrita junto al compositor Victor le Manse, e interpretada por la mezzosoprano Marina Viotti, que interpretaron durante la ceremonia inaugural de los Juegos Olímpicos de París.

## Proyectos paralelos
Los hermanos Duplantier formaron la banda Empalot en 1998. A ellos se unió Stéphane Chateauneuf, quien ya apareciese en "Thang y Tanguy", unos vídeos ocultos en The Link Alive. Su primer lanzamiento fue el demo Brout, en 1998. Posteriormente, su único álbum de estudio Tous Aux Cèpes, en 2001 y el álbum en directo Empalot en Concert, en 2004.
A finales de 2007, los hermanos Cavalera, fundadores de Sepultura, invitaron a Joe Duplantier a formar parte de su nueva banda, Cavalera Conspiracy, que publicó su álbum debut, Inflikted, en marzo de 2008. Joe abandonó la formación antes de la gira para dedicarse a grabar el cuarto disco de estudio de Gojira, The Way of All Flesh. Integrar a Joe al grupo fue idea de Gloria, la exgerente de Sepultura y esposa de Max Cavalera. Max también agregó: "No teníamos idea de quién era este tipo, es de otro continente y no hablamos francés".
Joe Duplantier prestó su estilo vocal único a Devin Townsend en su álbum de 2011 "Deconstruction". La canción que usa los talentos vocales de Joe se llama "Sumeria".
Joe Duplantier también cantó con la banda suiza Kurger en el álbum de 2010 "For Death, Glory and the End of the World" en la canción llamada "Muscle".

## Estilo y letras
El sonido de Gojira no es fácilmente clasificable, ya que toma elementos de varios géneros. A lo largo de su carrera, a la banda se la ha asociado con el death metal, el thrash metal y el metal progresivo, y son a menudo comparados con bandas como Mastodon, Meshuggah, Sepultura, Morbid Angel y Neurosis.
En un artículo publicado en Télérama, la banda citó los cinco álbumes que cambiaron su historia: Ride the Lightning de Metallica (1984), Rage Against the Machine con su álbum debut homónimo (1992), Chaos A.D. de Sepultura (1993), Symbolic de Death (1995) y el legendario Aenima de Tool (1996).
Gojira toca un metal técnico y rítmico con baterías precisas y complejas, patrones rítmicos poco comunes y breakdowns. La banda también destaca por incorporar elementos atmosféricos al sonido y por componer algunas canciones instrumentales. Las canciones de Gojira tienen estructuras poco comunes y a menudo carecen del típico patrón "verso - estribillo - verso". El estilo vocal de Joe Duplantier a menudo cabalga entre el hardcore punk y el death metal.
En una entrevista de 2016, los hermanos Duplantier dijeron que la educación que recibieron durante su juventud — por un padre ilustrador y pintor, Dominique Duplantier, y una madre, Patricia Rosa, una azoriana americana — en una casa de estilo landés "perdida en el bosque, sin barrio", se reflejaba en la música de Gojira.
Todos los miembros de la banda fueron criados en Bayona, cuyo paisaje costero y escarpado pudo inspirar las letras ecologistas y medioambientales del cuarteto. Gojira emplea sus letras para difundir sus creencias espirituales y sobre el medio ambiente.

## Miembros
- Joe Duplantier − voz, guitarra rítmica (1996–presente)
- Mario Duplantier − batería (1996-presente)
- Christian Andreu − guitarra solista (1996-presente)
- Jean-Michel Labadie − bajo (1998-presente)[72]

### Otros miembros
- Alexandre Cornillon - bajo (1996-1998)

## Discografía

### Álbumes de estudio
- 2001: Terra Incognita
- 2003: The Link
- 2005: From Mars to Sirius
- 2008: The Way of All Flesh
- 2012: L'Enfant Sauvage
- 2016: Magma
- 2021: Fortitude